# Presles (Isère)
Pour les articles homonymes, voir Presles.
Presles [pʁɛl]  est une commune française située dans le département de l'Isère en région Auvergne-Rhône-Alpes.
Autrefois rattachée à la province royale du Dauphiné, cette petite commune de moyenne montagne fait partie de la communauté de communes de  Saint-Marcellin Vercors Isère Communauté depuis sa création, le 1er janvier 2017.
Ses habitants sont dénommés les Preslins.

## Géographie

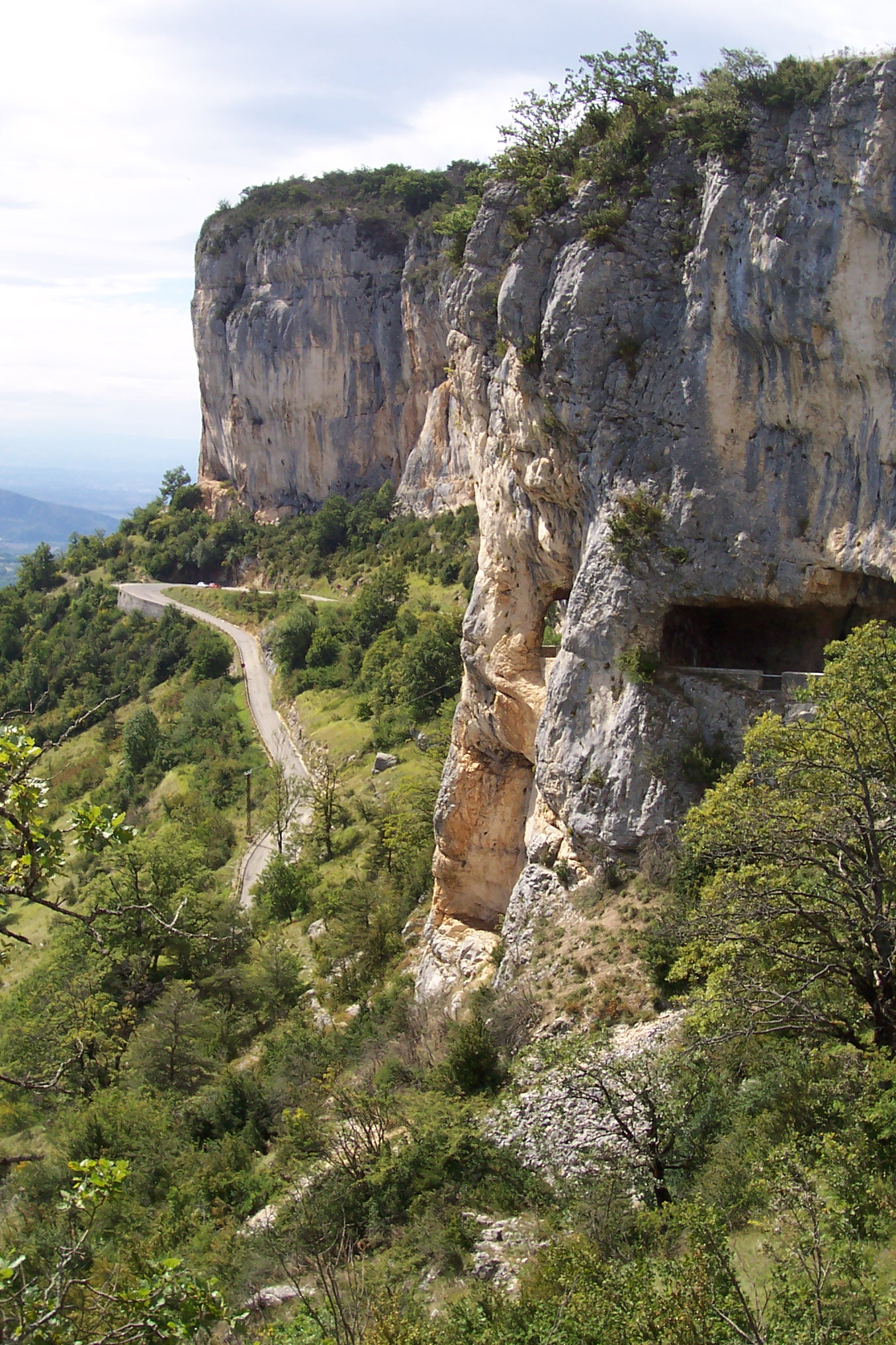
La falaise.

Le territoire de Presles se situe dans la partie septentrionale du massif du Vercors, à proximité de son versant occidental. La commune est également inscrite dans le territoire du parc naturel régional du Vercors. Son territoire, positionné en secteur de moyenne montagne, est très boisé (forêt domaniale des Coulmes) et montagneux (cols de Pra l’Étang et de la Croix-Bernard)

### Communes limitrophes
| Beauvoir-en-Royans                  | Saint-Pierre-de-Chérennes |          |
| Saint-André-en-Royans, Saint-Romans | Presles                   | Rencurel |
|                                     | Choranche                 |          |

### Climat
Pour des articles plus généraux, voir Climat d'Auvergne-Rhône-Alpes et Climat de l'Isère.
En 2010, le climat de la commune est de type climat de montagne, selon une étude du Centre national de la recherche scientifique s'appuyant sur une série de données couvrant la période 1971-2000. En 2020, Météo-France publie une typologie des climats de la France métropolitaine dans laquelle la commune est exposée à un climat de montagne ou de marges de montagne et est dans la région climatique  Alpes du nord, caractérisée par une pluviométrie annuelle de 1 200 à 1 500 mm, irrégulièrement répartie en été. 
Pour la période 1971-2000, la température annuelle moyenne est de 9,1 °C, avec une amplitude thermique annuelle de 16,5 °C. Le cumul annuel moyen de précipitations est de 1 286 mm, avec 10,1 jours de précipitations en janvier et 6,4 jours en juillet. Pour la période 1991-2020, la température moyenne annuelle observée sur la station météorologique de Météo-France la plus proche, « Chatte_sapc », sur la commune de Chatte à 10 km à vol d'oiseau, est de 12,0 °C et le cumul annuel moyen de précipitations est de 967,8 mm,. Pour l'avenir, les paramètres climatiques de la commune estimés pour 2050 selon différents scénarios d'émission de gaz à effet de serre sont consultables sur un site dédié publié par Météo-France en novembre 2022.

## Urbanisme

### Typologie
Au 1er janvier 2024, Presles est catégorisée commune rurale à habitat très dispersé, selon la nouvelle grille communale de densité à sept niveaux définie par l'Insee en 2022.
Elle est située hors unité urbaine et hors attraction des villes,.

### Occupation des sols
L'occupation des sols de la commune, telle qu'elle ressort de la base de données européenne d’occupation biophysique des sols Corine Land Cover (CLC), est marquée par l'importance des forêts et milieux semi-naturels (83 % en 2018), une proportion identique à celle de 1990 (83 %). La répartition détaillée en 2018 est la suivante : 
forêts (82,5 %), prairies (10,5 %), zones agricoles hétérogènes (6,5 %), espaces ouverts, sans ou avec peu de végétation (0,5 %). L'évolution de l’occupation des sols de la commune et de ses infrastructures peut être observée sur les différentes représentations cartographiques du territoire : la carte de Cassini (XVIIIe siècle), la carte d'état-major (1820-1866) et les cartes ou photos aériennes de l'IGN pour la période actuelle (1950 à aujourd'hui).

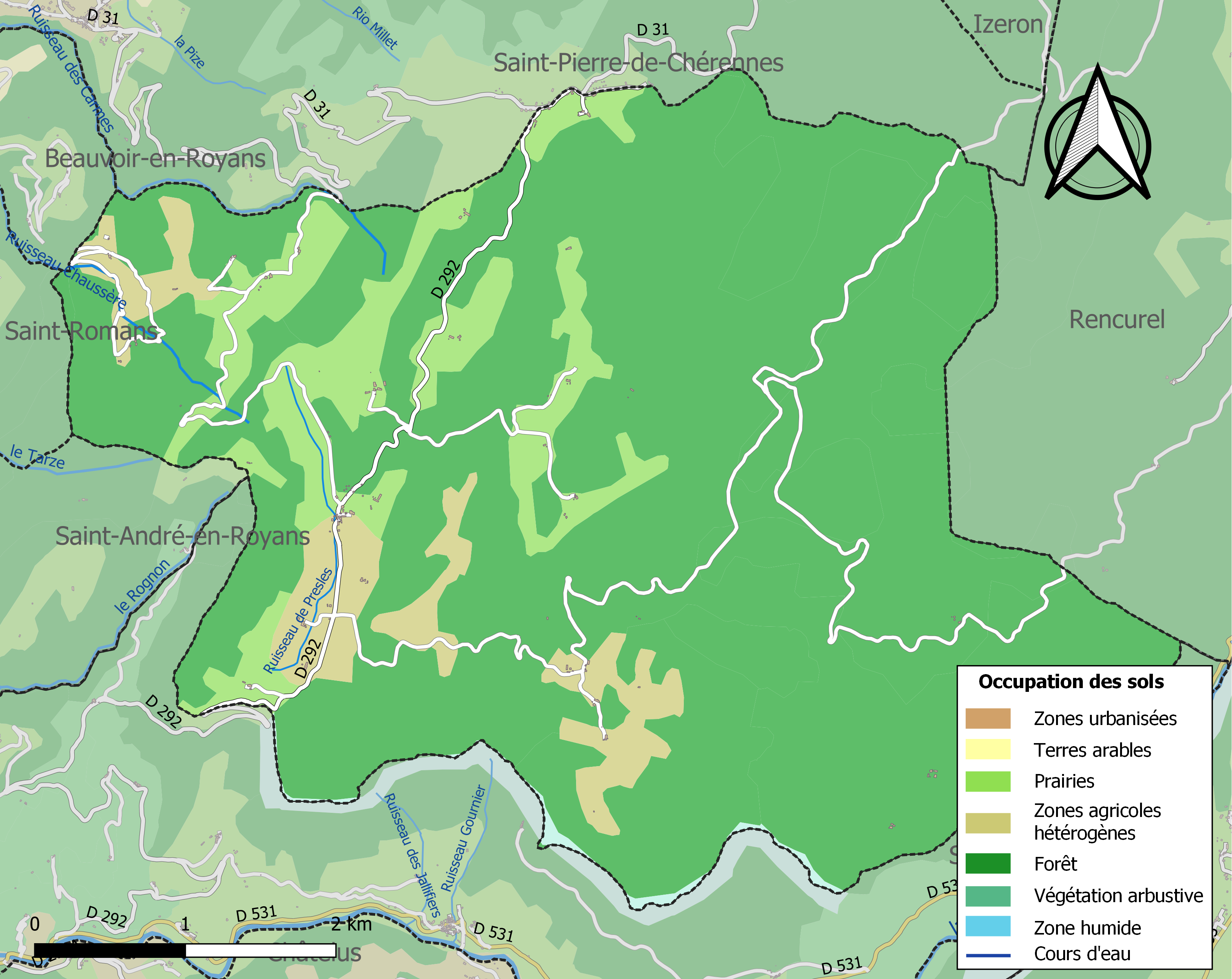
Carte des infrastructures et de l'occupation des sols de la commune en 2018 (CLC).

### Risques naturels et technologiques

#### Risques sismiques
L'ensemble du territoire de la commune de Presles est situé en zone de sismicité n°4 (sur une échelle de 1 à 5), comme la plupart des communes de son secteur géographique.
| Type de zone | Niveau            | Définitions (bâtiment à risque normal) |
| ------------ | ----------------- | -------------------------------------- |
| Zone 4       | Sismicité moyenne | accélération = 1,6 m/s2                |

#### Autres risques naturels
Presles est une des trente-sept communes de l'Isère classées pour le risque incendie de forêt.

## Histoire

### Préhistoire et Antiquité
Sur le plateau des Coulmes, près du col de Pra de l'étang, s'ouvre la longue grotte de Prélétang, ancienne tanière d'ours des cavernes qui contenait des silex taillés moustériens (Paléolithique moyen) restes de l'homme de Néandertal. La paléopalynologue Arlette Leroi-Gourhan est chargée de l'analyse pollinique du site.
Plus au nord la grotte des bœufs ou de Marignat a livré aussi des silex moustériens.

## Politique et administration

### Administration municipale
Commune peuplée de moins de 100 habitants, le conseil municipal de Presles est donc composé de sept membres.

### Liste des maires
| Période   | Période   | Identité               | Étiquette            | Qualité |
| --------- | --------- | ---------------------- | -------------------- | ------- |
| mars 1989 | juin 1995 | Paul Dubouchez         |                      |         |
| juin 1995 | mars 2001 | Mme Dominique Delattre |                      |         |
| mars 2001 | mars 2008 | Michel Villard         |                      |         |
| mars 2008 | mars 2014 | Jean Vicat             |                      |         |
| mars 2014 | juin 2020 | Michel Villard         | DVG[réf. nécessaire] |         |
| juin 2020 | En cours  | Vincent Dumas          |                      |         |

## Population et société

### Démographie
L'évolution du nombre d'habitants est connue à travers les recensements de la population effectués dans la commune depuis 1793. Pour les communes de moins de 10 000 habitants, une enquête de recensement portant sur toute la population est réalisée tous les cinq ans, les populations de référence des années intermédiaires étant quant à elles estimées par interpolation ou extrapolation. Pour la commune, le premier recensement exhaustif entrant dans le cadre du nouveau dispositif a été réalisé en 2005.

En 2022, la commune comptait 100 habitants, en évolution de +13,64 % par rapport à 2016 (Isère : +3,07 %, France hors Mayotte : +2,11 %).
| 1793 | 1800 | 1806 | 1821 | 1831 | 1836 | 1841 | 1846 | 1851 |
| ---- | ---- | ---- | ---- | ---- | ---- | ---- | ---- | ---- |
| 466  | 569  | 625  | 559  | 519  | 569  | 477  | 620  | 618  |

| 1856 | 1861 | 1866 | 1872 | 1876 | 1881 | 1886 | 1891 | 1896 |
| ---- | ---- | ---- | ---- | ---- | ---- | ---- | ---- | ---- |
| 618  | 618  | 574  | 542  | 535  | 503  | 507  | 460  | 441  |

| 1901 | 1906 | 1911 | 1921 | 1926 | 1931 | 1936 | 1946 | 1954 |
| ---- | ---- | ---- | ---- | ---- | ---- | ---- | ---- | ---- |
| 436  | 415  | 368  | 318  | 233  | 233  | 239  | 188  | 177  |

| 1962 | 1968 | 1975 | 1982 | 1990 | 1999 | 2005 | 2006 | 2010 |
| ---- | ---- | ---- | ---- | ---- | ---- | ---- | ---- | ---- |
| 132  | 106  | 77   | 76   | 96   | 89   | 95   | 94   | 99   |

| 2015 | 2020 | 2022 | - | - | - | - | - | - |
| ---- | ---- | ---- | - | - | - | - | - | - |
| 89   | 95   | 100  | - | - | - | - | - | - |

### Enseignement
La commune est rattachée à l'académie de Grenoble (Zone A).

### Équipements sportifs

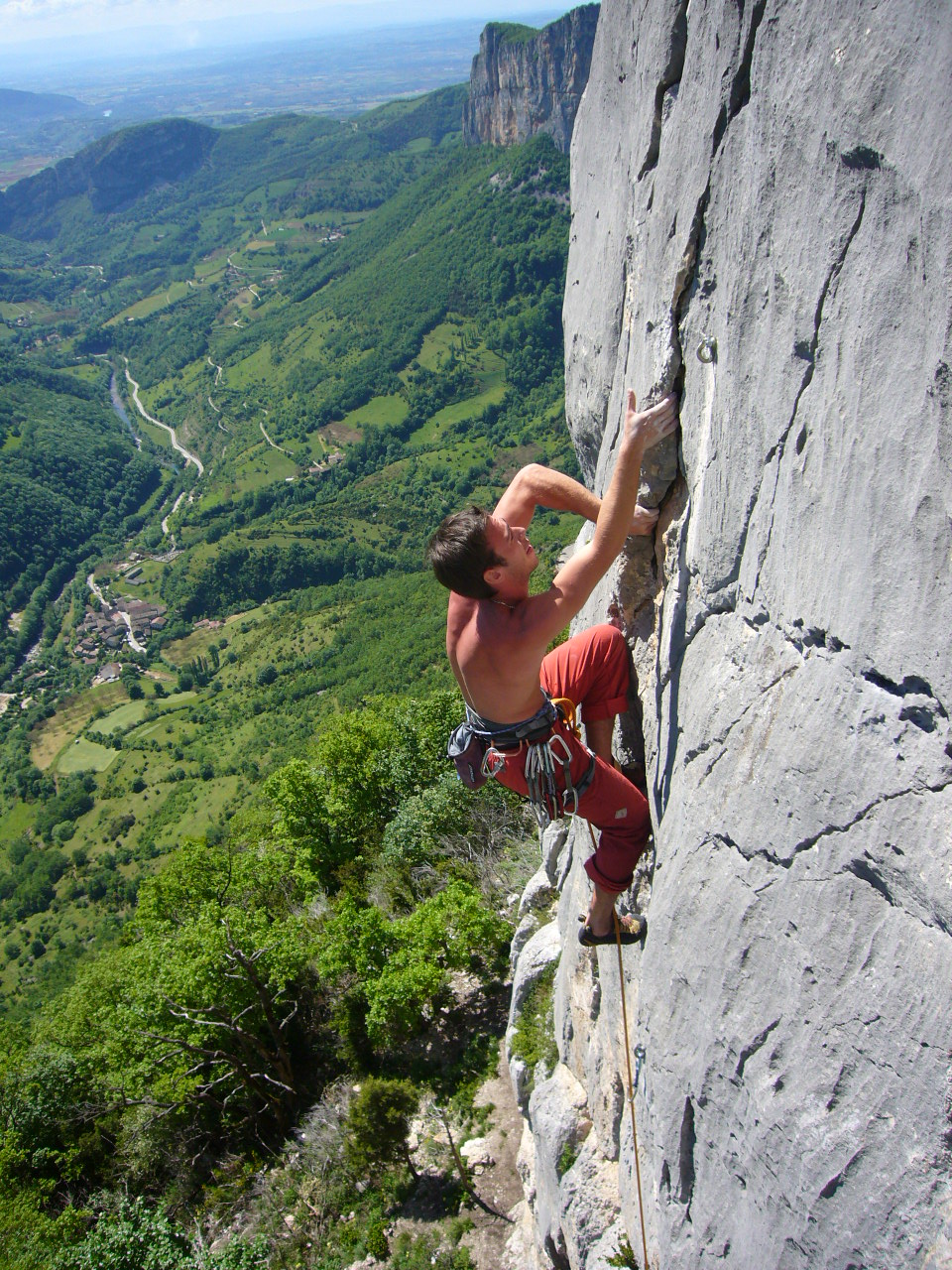
Vue de la falaise de Presles.

- Domaine nordique des Coulmes : 45 km de pistes de fond, skating, raquettes.

La falaise que domine Presles est un haut lieu de l'escalade sportive et un des sites majeurs de France. Avec plus de 350 grandes voies et 15 secteurs d’escalade (420 voies sportives) sur une falaise longue de sept kilomètres, il est possible de pratiquer des types d'escalade très variés à Presles :
- des falaises école à Tina Dalle[23] ou Pierrot Beach[24], Daladom[25]
- des grandes voies sportives (jusqu'à 300 mètres) ;
- des voies dites terrain d'aventure (TA) ;
- des grandes voies d'escalade artificielle ;
- de l'école d'escalade artificielle à Nugues.

Le topo-guide historique « Escalades à Presles » (édition 2022) répertorie toutes ces voies.
Pour les marcheurs, une promenade vers Serre Cocu est possible, elle offre un beau panorama et ne présente pas de difficultés.

### Médias
Le quotidien régional historique des Alpes, distribué dans la commune, est Le Dauphiné libéré. Celui-ci consacre, chaque jour, y compris le dimanche, dans son édition locale, un ou plusieurs articles à l'actualité de la communauté de communes ainsi que des informations sur les éventuelles manifestations locales, les travaux routiers, et autres événements divers à caractère local au niveau de la commune.
La commune est située sur l'aire de diffusion de radio Ici Isère, une radio publique qui émet sur tout le territoire du département de l'Isère.

### Culte
La communauté catholique et l'église de Presles (propriété de la commune) sont rattachées à la paroisse Saint Luc du Sud Grésivaudan, elle-même rattachée au diocèse de Grenoble-Vienne.

## Culture et patrimoine

### Lieux et monuments
- L'église paroissiale Saint-Joachim-et-Sainte-Anne de Presles
- La forêt domaniale des Coulmes.

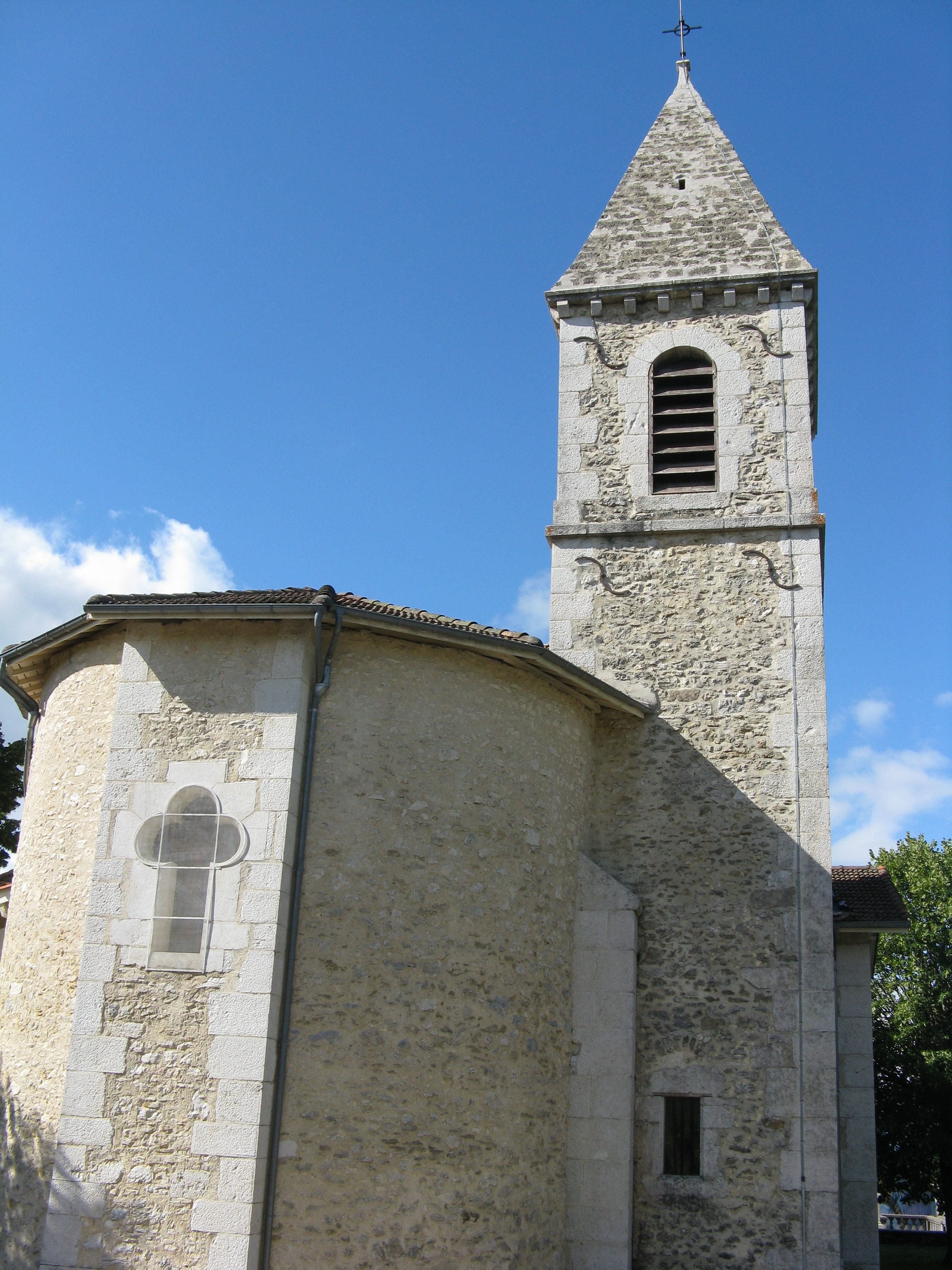
L'église
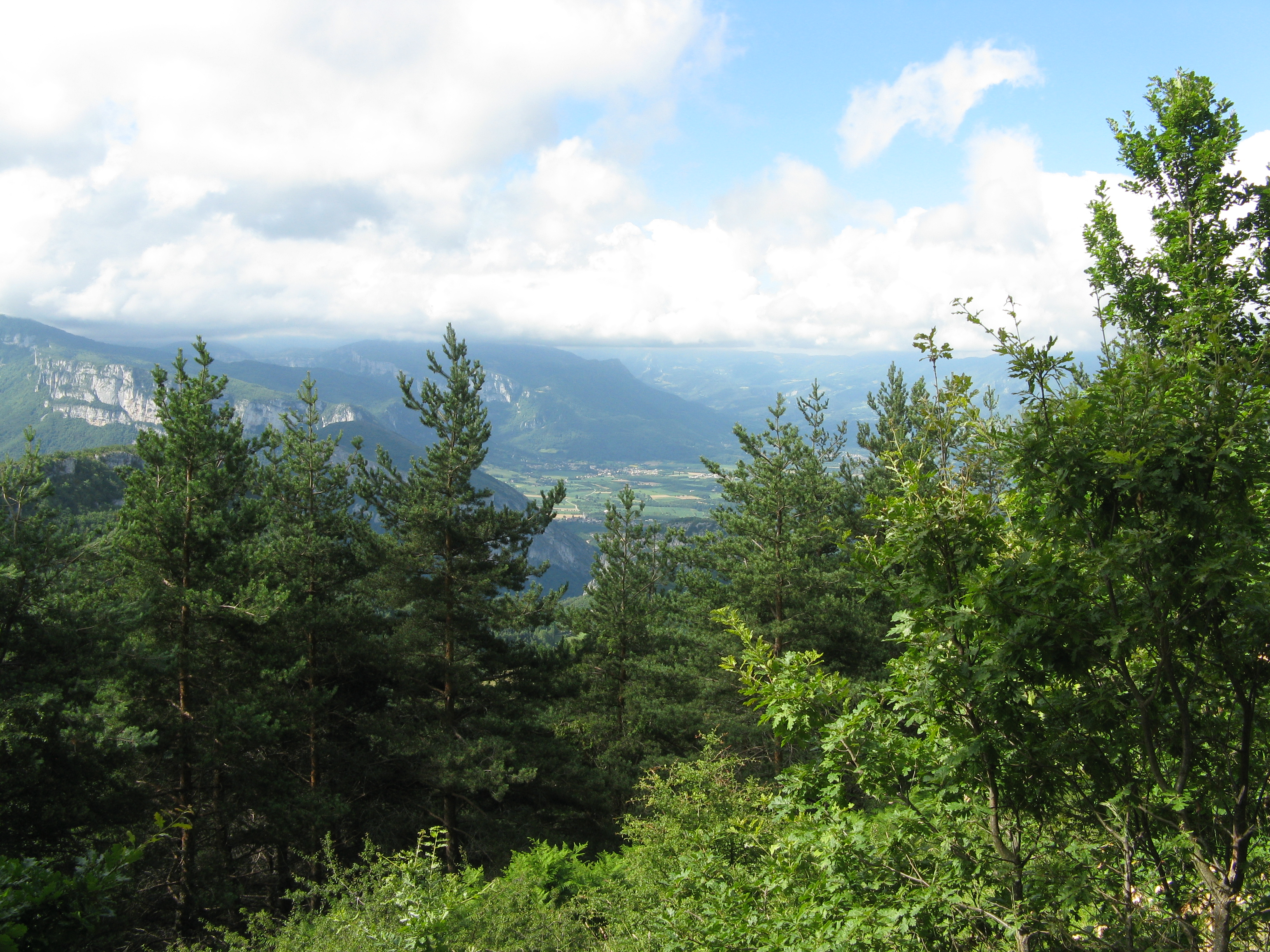
Le Serre Cocu.

### Personnalités liées à la commune
- Patrick Cordier, alpiniste, habita longtemps une maison isolée dans la forêt des Coulmes. Il équipa en 1980 les premières voies d'escalade du secteur de Tina Dalle[28]. Il fut à partir de 1985 le premier président de l'association VTNO (Vercors - Territoires du Nord-Ouest), association à l'origine destinée à promouvoir les activités de pleine nature dans la région[29], puis, depuis 1990, à gérer l'équipement et la protection des rochers de Presles pour l'activité escalade.

### Héraldique
|  | Presles (Isère) possède des armoiries dont l'origine et le blasonnement exact ne sont pas disponibles. |